# Otto-Nuschke-Plakette
Die Otto-Nuschke-Plakette, auch Otto-Nuschke-Ehrenmedaille genannt, war eine Auszeichnung der Christlich-Demokratischen Union Deutschlands (CDU) der Deutschen Demokratischen Republik (DDR), welche 1958 gestiftet wurde.
Ihre Verleihung erfolgte auf Beschluss des Präsidiums des Hauptvorstandes der CDU in der DDR an verdienstvolle, langjährig tätige, christliche Demokraten und auch an Persönlichkeiten, die nicht der CDU in der DDR angehörten.
Die Plakette zeigt den plastisch von Bruno Eyermann (1888–1961) modellierten Nuschke-Kopf, der mit Brille im Seitenprofil  abgebildet ist. An der linken Seite des Kopfporträts stehen Vor- und Zunamen des deutschen Politikers sowie  auf der rechten Seite die Lebensdaten „*1883+1957“. Auf der Kehrseite der runden Medaille wurde das Partei-Signet »CDU«, bei dem ein großes »U« die beiden übereinander stehenden Buchstaben »CD« umfängt und von der Friedenstaube mit der Umschrift „EX ORIENTE PAX“ („Aus dem Osten kommt der Friede“, eine Abwandlung von Ex oriente lux) gekrönt wird, wie bei anderen CDU-Medaillen erhaben dargestellt.
Die neu gestiftete Otto-Nuschke-Plakette, Durchmesser rund 71 Millimeter, übersandte der damalige CDU-Generalsekretär Gerald Götting an Walter Ulbricht (1893–1973) am 13. Dezember 1958 und erhielt von dem SED-Politiker dafür ein Dankschreiben.
Zur Bronzemedaille gehörten eine Urkunde und ein Schatulle in blaufarbigem Material. Die mit der Otto-Nuschke-Plakette ausgezeichneten  Persönlichkeiten wurden in der monatlich erschienenen CDU-Zeitschrift Union teilt mit auf einer „Ehrentafel“ veröffentlicht.

## Mit der Plakette Geehrte (Auswahl)
Zu den mit der Otto-Nuschke-Plakette bedachten Persönlichkeiten gehörten u. a.:
- der Dresdner Kreuzkantor Rudolf Mauersberger (1889–1971), anlässlich seines 70. Geburtstages
- der Berliner Bezirksbürgermeister des Stadtbezirks Weißensee von 1948 bis 1953 Hermann Solbach (1895–1966)
- der Berliner  Bezirks-Kommunalpolitiker Hans-Rolf Stellwagen (* 1925)
- der Staatssekretär für Kirchenfragen der DDR Hans Seigewasser  (1905–1979) anlässlich seines 60. Geburtstages[3]
- der deutsche Politiker in der DDR und ehemalige Wehrmachts-Offizier Luitpold Steidle (1898–1984)[4]
- der Außerordentliche und Bevollmächtigte Botschafter der UdSSR in der DDR Pëtr Andreevič Abrasimov (1912–2009)[5]
- der emeritierte Landesbischof der Evangelisch-Lutherischen Landeskirche von Thüringen Moritz Mitzenheim (1891–1977)[6]
- der CDU-Kommunalpolitiker aus dem Eichsfeld Karl Jünemann[7]
- der langjährige Leiter der Hoffnungstaler Anstalten, einer diakonischen Einrichtung, in Lobetal bei Bernau, Pfarrer Karl Pagel (1914–2013)[8]
- der Dirigent an der Staatsoper Dresden Rudolf Neuhaus (1914–1990)[9]

Am 26. Juni 1973 wurde vom Hauptvorstand der Christlich-Demokratischen Union Deutschlands beschlossen, die „Otto-Nuschke-Plakette“ aus Anlass des Geburtstages von Nuschke alljährlich zu verleihen und die Hauptvorstands-Mitglieder vorschlagsberechtigt für auszuzeichnende Persönlichkeiten wurden. Damit einher ging eine Veränderung der Gestaltung dieses Ehrenzeichens. Die Plakette wurde rechteckig angefertigt und auf der Rückseite die Inschrift „Hauptvorstand der CDU“ vermerkt. Das Material bestand weiterhin aus Bronze und zeigte auf der Vorderseite „das Kopfprofil Otto Nuschkes“ mit den Lebensdaten „1883-1957“, jedoch ohne Brille. Die Auszeichnung hatte „durch den Vorsitzenden der CDU auf einer Veranstaltung des Präsidiums des Hauptvorstandes“ zu erfolgen und wurde in dieser Form erstmals an den CDU-Politiker Luitpold Steidle verliehen.
Die Otto-Nuschke-Plakette der CDU ist zu unterscheiden vom Otto-Nuschke-Ehrenzeichen.